# 팝콘 치킨

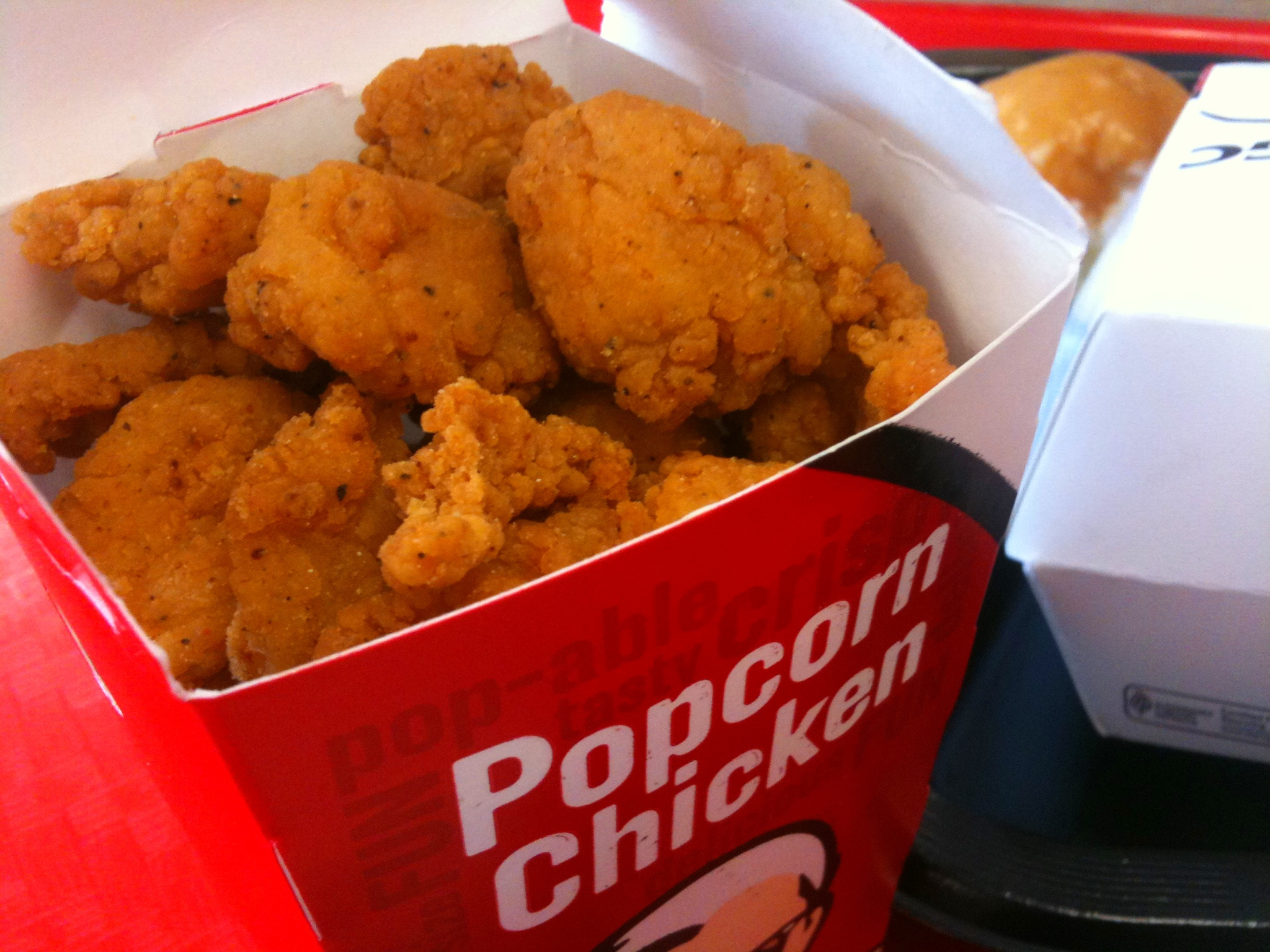
KFC의 팝콘 치킨

팝콘 치킨(영어: Popcorn chicken)은 한입 크기의 작은 치킨 조각에 빵가루를 입혀 튀긴 요리다. 이 아이디어는 원래 KFC에서 개발했지만 이후 전 세계로 확산되었다.

## KFC
팝콘 치킨은 식품 기술자 진 가글리아디가 발명하였다. 1992년 3월부터 미국에서 시험 판매를 시작했고, 그해 9월 미국 전국에 출시했다. KFC 매장에서 주기적으로 판매되고 있다. 미국에서는 1998년, 2001년에 재도입되었다.

## 같이 보기
- 팝콘
- 셴쑤지